# Spinatmatte
Eine Spinatmatte (auch Spinatfarbe oder Spinatgrün genannt) dient zum Färben von Speisen wie Saucen oder Nudeln.
Zur Herstellung wird Spinat im Mörser zerstoßen, der entstehende Saft durch ein Tuch geseiht, im Wasserbad bis zum Gerinnen des Saftes erhitzt und schließlich die freigewordene Flüssigkeit abgegossen. Die zurückbleibende „Matte“ kann dann als Farbstoff weiterverwendet werden.